# Let Me in Your Life
Let Me in Your Life – album muzyczny Arethy Franklin z 1974 roku.

## Lista utworów
| 1.  | Let Me in Your Life                                  | 3:24  |
|     |                                                      |       |
| 2.  | Every Natural Thing                                  | 2:31  |
|     |                                                      |       |
| 3.  | Ain't Nothing Like the Real Thing                    | 3:47  |
|     |                                                      |       |
| 4.  | I'm in Love                                          | 2:48  |
|     |                                                      |       |
| 5.  | Until You Come Back to Me (That's What I'm Gonna Do) | 3:26  |
|     |                                                      |       |
| 6.  | The Masquerade Is Over                               | 4:27  |
|     |                                                      |       |
| 7.  | With Pen in Hand                                     | 5:03  |
|     |                                                      |       |
| 8.  | Oh Baby                                              | 4:55  |
|     |                                                      |       |
| 9.  | Eight Days on the Road                               | 2:59  |
|     |                                                      |       |
| 10. | If You Don't Think                                   | 3:50  |
|     |                                                      |       |
| 11. | A Song for You                                       | 5:33  |
|     |                                                      |       |
|     |                                                      | 42:43 |
|     |                                                      |       |

## Wykonawcy
- Aretha Franklin - wokal, fortepian elektryczny
- Gwen Guthrie - chórki
- Donny Hathaway - fortepian elektryczny
- Bob James - organyowa
- Ernie Royal - trąbka
- Deodato - keyboard
- Ralph MacDonald - perkusja
- Kenneth Bichel - syntezator
- Margaret Branch - chórki
- Cissy Houston - chórki
- Ann S. Clark - chórki
- Stanley Clarke - gitara basowa
- Judy Clay - chórki
- Cornell Dupree - gitara
- Joe Farrell - saksofon
- Arif Mardin - syntezator
- Rick Marotta - perkusja
- Hugh McCracken - gitara
- Pancho Morales - perkusja
- Bernard "Pretty" Purdie - perkusja
- Sylvia Shemwell - chórki
- Myrna Smith - chórki
- David Spinozza - gitara
- Richard Tee - keyboard
- Deirdre Tuck Corley - chórki
- Willie Weeks - gitara basowa